# Motte castrale de Tourville
La motte castrale de Tourville, la plus importante et la plus complète du Cotentin, dernier vestige d'un ancien château de terre et de bois, se dresse sur le territoire de la commune française de Lestre dans le département de la Manche, en région Normandie.

## Localisation
La motte est située, près de la Sinope, tout à côté d'un gué, derrière le clocher de l'église Saint-Jean-Baptiste de Tourville, au nord du château de Tourville, sur la commune de Lestre, dans le département français de la Manche.

## Historique
La forteresse, qui relevait du fief de Néhou, et qui se dressait au sommet de la motte a été très tôt déplacé plus au sud, à quelques centaines de mètres ; château actuel de Tourville, laissant intact le site.
La motte a été sommairement fouillée dans les années 1960.

## Description
La motte de forme conique, et qui a des versants encore très abrupts, mesure cinquante mètres de diamètre à sa base et offre une plateforme de seize mètres à son sommet. Elle est cernée partiellement, du côté opposé à la rivière, d'un large et profond fossé. Ce dernier est doublé d'un premier fossé situé à une soixantaine de mètres plus au sud qui délimite une sorte de basse-cour en arc de cercle. La motte est séparée par un rempart de terre d'un autre tertre de terre rapportée d'environ 0,80 à 1 m du niveau du sol, située à l'ouest, sur lequel se dresse les ruines de l'église Saint-Jean-Baptiste de Tourville (XVe siècle), qui était autrefois entourée de son cimetière, et qui a subsisté jusqu'au début du XIXe siècle.